# Яблочное вино
Яблочное вино (а́пфельвайн нем. Apfelwein,) — немецкая разновидность сидра, распространённая в Гессене. Также Viez (Саарланд, Рейнланд-Пфальц) или Most (Австрия, Швейцария, Южная Германия). В основном делается из столовых или кулинарных яблок. Содержание алкоголя — от 4,8 до 7,0 % об. Вкус — терпкий, кислый.
Апфельвайн в других регионах Германии также известен как Ebbelwoi, Äppler, Stöffsche, Apfelmost, Viez (от лат. vice, второй, заменитель вина) и saurer Most. Название Äppler, в основном используемое крупными производителями, обычно не используется в ресторанах и небольшими производителями, которые вместо этого называют напиток Schoppen или Schoppe.
В районе Франкфурта в апфельвайн могут добавлять ягоды рябины для увеличения терпкости, этот специфический тип вина называется Speierling.
В Вене (Most) и Италии (mustus — муст) производят из виноградного сока.

## Производство
Апфельвайн делают из прессованных яблок. Получаемый сок необходимо ферментировать дрожжами для производства алкогольного напитка, обычно около 6 % об. Это может быть сделано с добавлением необработанного сока из ягод рябины.
Апфельвайн главным образом производится и потребляется в Гессене (где это государственный напиток), особенно во Франкфурте, Веттерау и Оденвальде. Его также производят в долине реки Мозель, Мерциге (Саарланд) и в районе Трира, а также нижнем Сааре и регионе, граничащим с Люксембургом. В этих регионах расположено несколько крупных производителей, а также многочисленные мелкие частные производители, которые используют традиционные рецепты. Некоторые из самых известных ресторанов, где подают апфельвайн, находятся в районе Франкфурта-на-Майне Заксенхаузен. В некоторых из этих регионов проводятся регулярные соревнования и ярмарки апфельвайна, в которых участвуют небольшие частные производители и где исполняются песни про апфельвайн. Регион Мерцига иногда называют «королевой Фица», а нижний Саара — «королём Фица».

## Культура

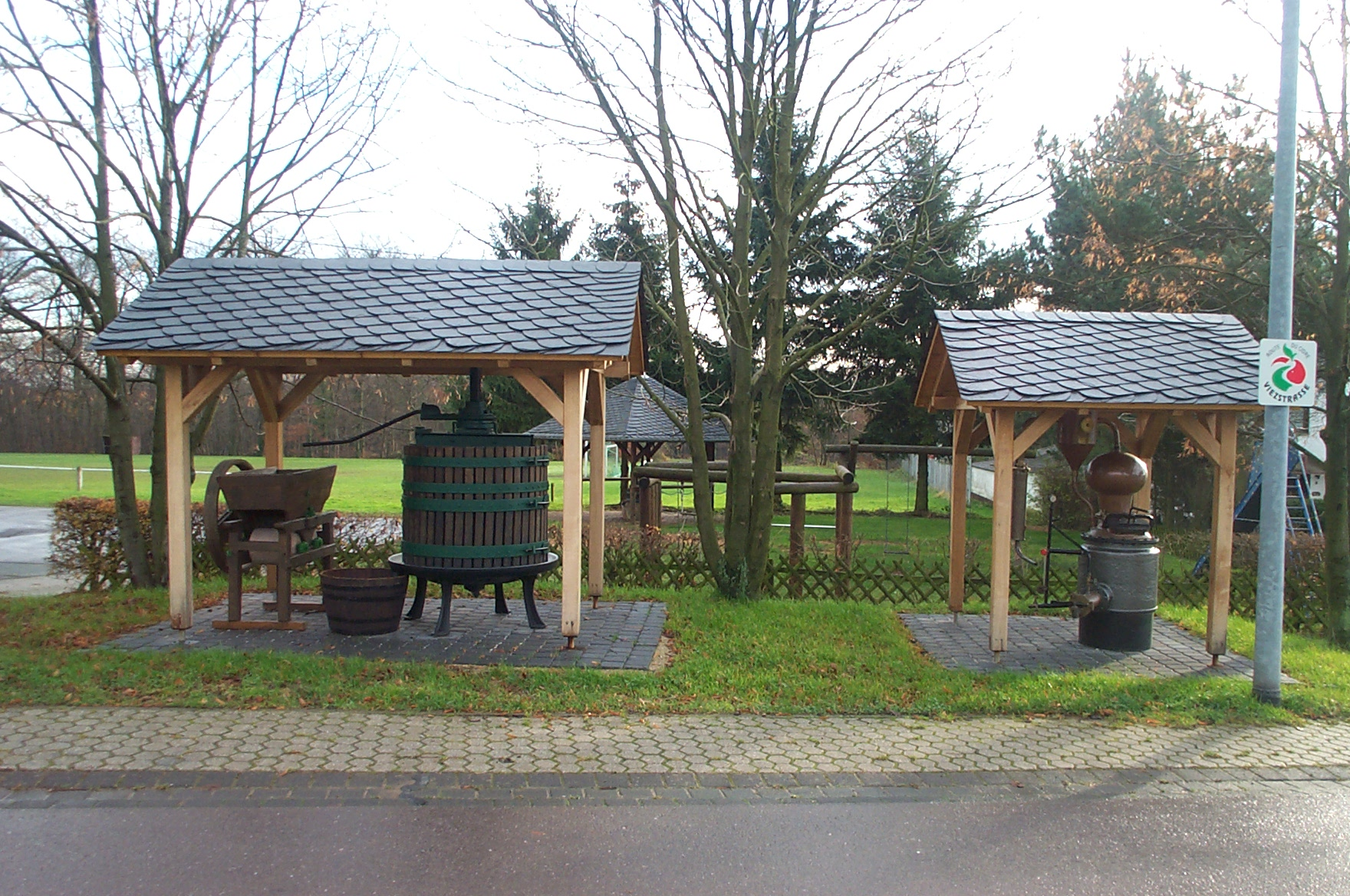
Оборудование для производства сидра на выставке Фицштрассе

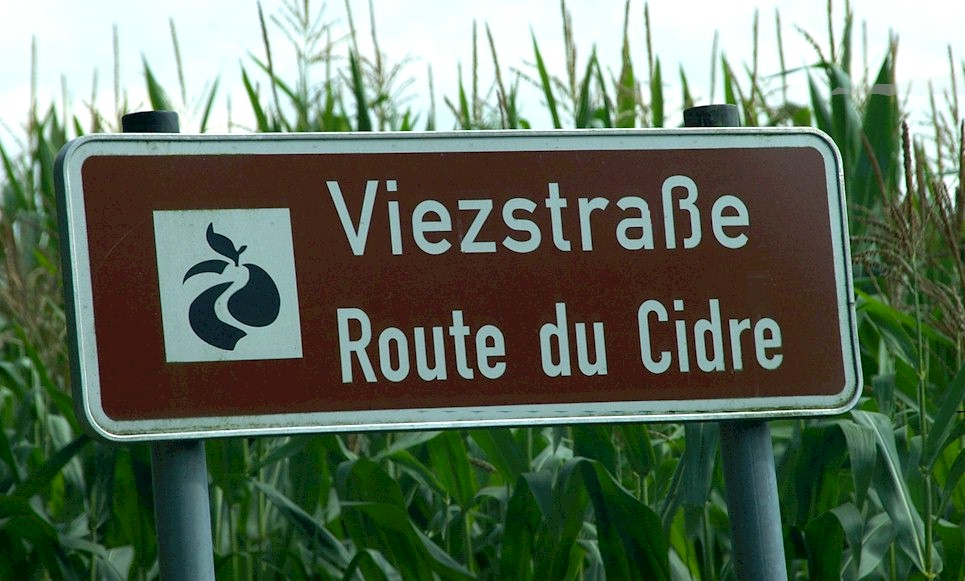
Дорожный знак Фицштрассе

Апфельвайн подают в Geripptes или Schoppen, специальных стаканах с ребристой поверхностью, которая преломляет свет и улучшает захват. Традиционно бокалы для апфельвайна имеют объём в 0,30 л (10 унций), хотя в некоторых заведениях также могут разливать напиток в бокалы 0,25 или 0,5 л. Подают апфельвайн в серых глиняных кувшинах, украшенных синим узором — «бембелях», которые позволяют сохранять напиток на столе холодным. Закусками обычно служат солёные брецели, пряники хаддекухе, сыр хандкезе «с музыкой» и блюда из картофеля под зелёным соусом. В районе Айфель, недалеко от Хунсрюка, в Мозельской долине, вдоль нижнего Саара и в Трире, кувшин для апфельвайна называется Вицпорц и делается из белого фарфора или глины.
Горячий апфельвайн часто используется как старое домашнее средство от простуды или как согревающий напиток в холодное время года. В таких случаях его нагревают и подают с палочкой корицы, иногда с гвоздикой и / или ломтиком лимона, так же, как глинтвейн.
Официальный туристический маршрут Фицштрассе (дорога сидра) соединяет Саарбург с Зарлуи—Валлерфангеном. Ежегодно, как правило, во вторую субботу октября, в Мерциге проводится фестиваль Вица (нем. Merziger Viezfest).
В Вене и её окрестностях считается, что для поддержания здоровья за сезон нужно выпить моста в количестве (в литрах), равному твоему весу (в килограммах). Учитывая, что сезон длится недолго (неделя), задача не из легких.